# Grillska huset
Grillska huset er en bygning, som ligger på Stortorget 3 i Gamla stan i det centrale Stockholm. Bygninge kan spores tilbage til middelalderen, men i 1649 fik den en gennemgribende ombygning. Huset er senere blevet bygget om og forandret i 1750 og 1914. Fra 1600-tallsombygningen stammer de store afrundede barokgavle samt nogle dekorativt malede bjælkelag. Facadens klassiske lisen-inddeling og en del bevarede interiører fra midten af 1700-tallet. I husets stueetage ligger Grillska Caféet med en udeservering med udsigt mod baggården i Cepheus-karréen.
Navnet Grillska huset kommer fra 1600-tallet da slægten Grill købte huset. Familien ejede huset i mere end hundrede år, - det var i denne periode huset fik sit 1700-tallspræg. I 1913 overtog Stockholms Stadsmission huset.